# البرهان في تفسير القرآن
البُرْهَانُ فِي تَفْسِيْرِ القُرْآنِ هو أحد التفاسير الشيعية للقرآن الكريم والمعتمدة على المنهج الروائية، وهو من تأليف هاشم البحراني، وقد أشار المؤلف في معرض تفسيره للآيات، إلى مسائل ومواضيع شرعية، وبعض القصص القرآنية فضلاً عن الأحاديث النبوية وفضائل أهل البيت النبي.
أنّ السيد البحراني من علماء الأخبارية ومن هنا جاء تفسيره متوافقاً مع المنهج الأخباري في التعاطي مع الآيات والأحاديث، وقد سجل البعض من العلماء ملاحظات نقدية على الكتاب سواء على مستوى المنهج أم النتائج التفسيرية التي توصل إليها المؤلف.

## المؤلف والغاية من تدوين الكتاب
أبو المكارم السيد هاشم بن سليمان بن إسماعيل الكتكاني التوبلاني البحراني (القرن الحادي عشر الهجري - 1107 هـ أو 1109 هـ). رجل دين ومُحَدِّث ومفسر ومُؤَرّخ شيعي بحراني، اشتهر بلقب السيد البحراني حيث يُطلق لقب السيد على المنتسبين إلى ذرية النبي محمد والبحراني نسبةً إلى البحرين، وكذلك يُعرف باسم صاحب البرهان لتأليفه كتاب البرهان في تفسير القرآن الذي يُعدّ من أشهر كتبه على الإطلاق. وأما التوبلاني أو التوبلي فهي نسبة إلى قرية توبلي البحرانية، والكتكاني نسبة إلى كتكان وهي جزء من توبلي.
وكان من كبار المُحدّثين الشيعة فهو موثق من أكابر مُحدّثي الشيعة وعلمائهم وفقهائهم ومنهم: تلميذه الحر العاملي، ويوسف البحراني، وعباس القمي، وحسن الدمستاني، ومحمد آل أبي شبانة، والبلادي صاحب أنوار البدرين.
ولد التوبلاني البحراني في النصف الأوّل من القرن الحادي عشر الهجري بقرية توبلي في البحرين
كانت وفاته سنة 1107 هـ بقرية النعيم من البحرين، ونقل نعشه إلى قرية توبلي ودفن في مقبرة ماتيني من مساجد القرية المشهورة، وقبره مزار معروف.

### من مؤلفاته
- إرشاد المسترشدين إلى ولاية أمير المؤمنين.
- الإنصاف في النص على الأئمة الأشراف.
- نهاية الآمال في ما يتم به قبول الأعمال
- احتجاج المخالفين على إمامة أمير المؤمنين.
- سلاسل الحديد وتقييد أهل التقليد بما انتخب من شرح ابن أبي الحديد.
- المطاعن البكرية والمثالب العمرية من طريق العثمانية.
- نسب عمر بن الخطاب.

### سبب التأليف
كان يرى المؤلف ضرورة تصنيف تفسير يكون المصدر الأساسي فيه أحاديث أهل البيت لما توفروا عليه من علم بتنزيل وتأويل الكتاب على النحو الأكمل.

## هيكلية التفسير ومنهجيته
لقد استقصى البحراني الكثير من الروايات الواردة عن طريق أهل البيت في خصوص تفسير الآيات القرآنية، وجمعها في تفسيره هذا.
وقد اعتمد طريقة خاصّة في التفسير يبدأها بالحديث عن اسم السورة ومحل نزولها ثم يعرج على بيان فضلها وعدد آياتها، ثم يذكر خصوص الآيات التي وردت فيها أحاديث تفسيرية، مذيلا كل آية بالروايات المفسّرة لها والخاصّة بها.
وقد أكتفى بذكر الروايات مع ذكر سلسلة سند الحديث، وتذييل تفسير الآية بما روي عن أهل السنة، معتبراً كتابه هذا بياناُ لتأويل الآيات، ومراده من التأويل تفسير أهل البيت والأحاديث المروية عنهم في بيان معاني الآيات وفضلهم، ولم يزد في التفسير شيئا على ما روي عن أهل البيت، واكتفى بالمقدمة المفصلة المذكورة في بداية التفسير والتي طرح خلالها رؤيته وتحليله للعملية التفسيرية وبيان المباني التي اعتمدها. وقد كتب أبو الحسن شريف العاملي الأصفهاني مقدمة مفصلة تحت عنوان «مرآة الأنوار ومشكاة الأسرار».
جعل المؤلف تفسيره على مقدمة تشتمل على خطبة المؤلف، ثم أفرد سبعة عشر باباً، وهي كما يلي:
- باب في فضل العالم والمتعلم.
- باب في فضل القرآن.
- باب في الثقلين.
- باب في أنّ ما من شيء يحتاج إليه العباد إلا وهو في القرآن، وفيه تبيان كل شيء.
- باب في أنّ القرآن لم يجمعه كما أنزل إلا أهل البيت، وعنهم تأويله.
- باب في النهي عن تفسير القرآن بالرأي، والنهي عن الجدال.
- باب في أن القرآن له ظهر وبطن، وعام وخاص، ومحكم ومتشابه، وناسخ ومنسوخ، والنبي وأهل بيت يعلمون ذلك، وهم الراسخون في العلم. من دون أن يخوض في بيان معاني المفردات المذكورة كالمحكم والمتشابه والناسخ والمنسوخ و...
- باب في ما نزل عليه القرآن من الأقسام.
- باب في أن القرآن نزل بإياك أعني واسمعي يا جارة.
- باب في ما عنى به أهل البيت في القرآن.
- باب آخر. متمم للباب السابق ويشتمل على النهي عن تفسير القرآن دون علم.
- باب في معنى الثقلين والخليفتين من طريق المخالفين.
- باب في العلّة التي من أجلها أن القرآن باللسان العربي، وأن المعجزة في نظمه، ولم صار جديداً على مرّ الأزمان.
- باب أنّ كل حديث لا يوافق القرآن فهو مردود.
- باب في أوّل سورة نزلت وآخر سورة.
- باب في ذكر الكتب المأخوذ منها الكتاب.
- باب في ما ذكره الشيخ علي بن إبراهيم في مطلع تفسيره.

و بعد هذه الأبواب شرع في المقصود، وهو تفسير سور القرآن الكريم بالمأثور من رواية أهل البيت مبتدئا بسورة الفاتحة ومنتهيا بسورة الناس، تاركا تفسير بعض الآيات الكريمة، مما لم يجد روايات في تفسيره.